# Farmington (Nowy Meksyk)
Farmington – miasto w Stanach Zjednoczonych, w północno-zachodniej części stanu Nowy Meksyk, w hrabstwie San Juan. Działa tu port lotniczy Four Corners.

## Klimat
Miasto leży w strefie klimatu stepowego (klimat podzwrotnikowy), półsuchego, zimnego, należącego według klasyfikacji Köppena do strefy Bsk. Średnia temperatura roczna wynosi 11,1 °C, a opady 205,7 mm (w tym 37,1 cm śniegu). Średnia temperatura najcieplejszego miesiąca – lipca wynosi 23,9 °C, natomiast najzimniejszego stycznia –1,1 °C. Najwyższa zanotowana temperatura wyniosła 39,4 °C, natomiast najniższa –28,9 °C. Miesiącem o najwyższych opadach jest październik o średnich opadach wynoszących 30,5 mm, natomiast najniższe opady są w czerwcu i wynoszą średnio 10,2 mm.